# سيات بروتو
سيات بروتو (بالإنجليزية: SEAT Proto)‏ هي سيارة من تصنيع شركة سيات.

## مرجع
1. ↑  
"Ultimatecarpage.com -". مؤرشف من الأصل في 2018-07-07. اطلع عليه بتاريخ 2014-03-26.